# Cai Xuzhe
Cai Xuzhe (chinês simplificado: 蔡旭哲; Hebei, maio de 1976) é um taikonauta do Corpo de Astronautas do Exército de Libertação Popular e membro do Partido Comunista da China.

## Biografia
Cai Xuzhe nasceu em Shenzhou [en], Hebei, China em maio de 1976. Cai entrou no Partido Comunista da China em maio de 1998. Um piloto de caça do Força Aérea do Exército Popular de Libertação, ele foi selecionado como taikonauta em 2010 e seu nome apareceu publicamente em 2011.
Foi anunciado como parte da Shenzhou 14 no dia 4 de junho e lançado no dia 5 de junho de 2022 permanecendo 182 dias no espaço.